# Fontaine de la Grave
La fontaine de la Grave ou fontaine des Salinières est un monument de Bordeaux, dans le département français de la Gironde. Elle est inscrite aux monuments historiques le 23 mai 1925.

## Description
La fontaine de la Grave, construite en 1788, est située quai des Salinières sur les bords de la Garonne dans l'axe de la rue des Faures dans le quartier Saint-Michel. 
Son concepteur Richard-François Bonfin intègre la fontaine dans un octogone avec une colonne en son centre implantée sur un socle carré. Quatre mascarons délivrent l'eau de la fontaine dans des vasques. 
La fontaine symbolise le jaillissement de l'eau par les concrétions en tête de la colonne, empruntées à l'antiquité et réutilisées avec une grande liberté. Une coupe de la colonne établie en avril 1788, montre une cavité au centre de la colonne, destinée à accueillir le mécanisme de la fontaine. On y accédait par une trappe réalisée dans le fût. La base de la colonne est ceinturée par une guirlande de pierre dans laquelle apparaissent les croissants entrelacés qui sont les petites armoiries de Bordeaux. Ces croissants ont pour origine le croissant symbolique qui figure seul dans les armes de la ville.

## Historique
La fontaine initiale, alimentée par la font de l'Or, était établie près des remparts à la suite d'un marché établi le 28 juin 1708 entre les jurats et Pierre Goyer de la Rochette. Elle sera réhabilitée en 1735 par Étienne Dardan puis par François Bonfin,. 
Lors de sa séance du 26 février 1788 la jurade confie à Richard-François Bonfin, architecte de l'Hôtel de Ville de Bordeaux, la reconstruction de la fontaine de la Grave. Richard-François Bonfin déplace la fontaine vers le nord pour l'implanter face à la place de la Grave et de la rue Pichadey (actuelle rue des Faures). 
La fontaine permettait aux citadins et aux marins des navires du port de la Lune de faire provision d'eau avant la construction du pont de Pierre en 1819.